# کتانیان
کتانیان (به انگلیسی: Linaceae) تیره‌ای از راسته مالپیگی‌سانان هستند.